# Coroidă

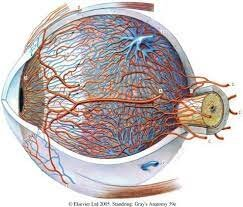
Coroida

Coroida reprezintă o parte a tunicii medii a globului ocular. Aflarea sa este între tunica externă și cea internă, retina. Aceasta este de culoare brun-închisă și este bine vascularizată, în partea posterioară prezentând nervul optic. Spre partea anterioară, aceasta se îngroașă, formând astfel corpul ciliar, precum și ligamente care susțin cristalinul. Coroida mai prezintă anterior irisul, care mai poartă popular denumirea de „floarea ochiului”.

## Funcții
Numeroasele vase de sânge din puternic vascularizata coroidă conduc la urmatoarele roluri:
- Rol nutritiv;
- Ajută la reglarea temperaturii ochiului.